# Côtes de Bieil et de Montoussé
Côtes de Bieil et de Montoussé este o arie protejată (sit de importanță comunitară — SCI) din Franța întinsă pe o suprafață de 98,32 ha, integral pe uscat.

## Localizare
Centrul sitului Côtes de Bieil et de Montoussé este situat la coordonatele 43°18′07″N 0°38′36″E / 43.30194°N 0.64333°E.

## Înființare
Situl Côtes de Bieil et de Montoussé a fost declarat arie specială de conservare în baza directivei 92/43 din 1992 referitoare la conservarea habitatelor naturale și a faunei și florei sălbatice pentru a proteja 3 specii de animale.

## Biodiversitate
Situată în ecoregiunea atlantică, aria protejată conține 4 habitate naturale: Fânețe de joasă altitudine (Alopecurus pratensis, Sanguisorba officinalis), Păduri aluvionare cu Alnus glutinosa și Fraxinus excelsior (Alno-Padion, Alnion incanae, Salicion albae), Pajiști uscate seminaturale și facies de acoperire cu tufișuri pe substraturi calcaroase (Festuco-Brometalia) (* situri importante pentru orhidee), Formațiuni de Juniperus communis pe lande sau pajiști calcaroase.
La baza desemnării sitului se află mai multe specii protejate de  nevertebrate (3): croitorul mare al stejarului (Cerambyx cerdo), fluturele auriu (Euphydryas aurinia), rădașcă (Lucanus cervus).
Pe lângă speciile protejate, pe teritoriul sitului au mai fost identificate 3 specii de păsări, 1 specie de amfibieni, 1 specie de nevertebrate.